# 4-idrossi-3-metilbut-2-en-1-ile difosfato sintasi
La 4-idrossi-3-metilbut-2-en-1-ile difosfato sintasi è un enzima appartenente alla classe delle ossidoreduttasi, che catalizza la seguente reazione:
(E)-4-idrossi-3-metilbut-2-en-1-ile difosfato + H2O + proteina-disolfuro ⇄ 2-C-metil-D-eritritolo 2,4-ciclodifosfato + proteina-ditiolo
Fa parte, nella direzione inversa a quella riportata, di una via alternativa di biosintesi dei terpenoidi (che non coinvolge il mevalonato).